# Квальо, Фабрисио
Фабри́сио Домени́ко Ква́льо Фра́нко (исп. Fabricio Domenico Quaglio Franco; род. 30 июля 2003) — боливийский футболист, нападающий клуба «Стронгест».

## Клубная карьера
Квальо — воспитанник клуба «Блуминг». 22с сентября 2021 года в матче против «Реал Томаяпо» он дебютировал в боливийской Примере в составе последнего. Летом 2022 года Квальо перешёл в «Стронгест». 10 июля в матче против «Насьональ» он дебютировал за новую команду.

## Международная карьера
В 2023 году в составе молодёжной сборной Боливии Квальо принял участие в молодёжном чемпионате Южной Америки в Колумбии. На турнире он сыграл в матчах против сборных Венесуэлы, Эквадора, Чили и Уругвая.